# Festival Internacional de Cine de Viña del Mar 2009

## Festival Internacional de Cine de Viña del Mar, FIC Viña 2009
El “Festival Internacional de Cine de Viña del Mar, FIC Viña”, realizó la versión vigésima primera, entre el 16 y el 21 de noviembre del año 2009, en la ciudad de Viña del Mar, Chile. Este es el evento cinematográfico de mayor trayectoria que se realiza en Chile, remontándose su orígenes a 1967, año en que se realizó la primera versión, gracias al empuje y visión de Aldo Francia y un grupo de jóvenes realizadores y cineastas que con más sueños que recursos forjaron el cine chileno y latinoamericano de hoy.
La versión del FIC Viña 2009 reunió más de 200 filmes durante los seis días del evento, en las salas del Teatro Municipal de Viña del Mar, Cine Arte de Viña del Mar, Auditorio DUOC UC Viña del Mar, Palacio Carrasco, Auditorio Universidad Federico Santa María, Universidad Santo Tomás y Sala Rubén Darío Universidad de Valparaíso, las que en conjunto recibieron a cerca de 30 mil espectadores.
El 21.º FIC Viña 2009, contó con aproximadamente 120 invitados nacionales y más de 34 internacionales, confirmando el carácter iberoamericano del certamen.
En el 21.º FIC Viña 2009 se mostraron películas en competencia y muestras provenientes del mundo latino e iberoamericano especialmente chilenas, en formatos de largometrajes internacionales, cortometrajes, y documentales, presentándose estrenos exclusivos en Chile y preestrenos absolutos en Iberoamérica.
Este año, el país homenajeado fue Brasil, cuya filmografía estuvo representada por “Topografía de un desnudo” (Teresa Aguiar), “Luto como Mae” (Luis Carlos Nascimento), “O Abraco Corporativo” (Ricardo Kauffman), “O Pequeño Burgues – Filosofía de Vida” (Luis Carlos Nascimento) y “Terreiro Grande” (Zeca Ferreira).
Paralelamente se presentaron ciclos, muestras, mesa de negocios, encuentros, conferencias de prensa, fiestas, cenas y otras actividades relacionadas con el evento.

## Competencia Oficial 21.º FIC Viña 2009
Competencia Internacional de Largometrajes de Ficción.
Filmefobia - Kiko Goifman - Brasil
Huacho - Alejandro Fernández Almendras - Chile - Francia - Alemania
La buena nueva - Helena Taberna - España
La nana - Sebastián Silva - Chile 
La Tigra, Chaco - Federico Godfrid / Juan Sasiaín - Argentina 
Looking for Palladin - Andrzej Krakowski - Estados Unidos
Los dioses rotos - Ernesto Daranas - Cuba 
Macuro - Hernán Jabes - Venezuela
Morenita - Alan Jonsson - México 
Navidad - Sebastián Lelio - Chile - Francia 
No mires para abajo - Eliseo Subiela - Argentina - Francia 
Vidas paralelas - Rocío Lladó - Perú 

Competencia Internacional de Documentales.
Aunque me cueste la vida - Silvia Maturana, Pablo Navarro Espejo - Argentina 
Bosch: Presidente en la frontera imperial - René Fortunato - República Dominicana 
El diario de Agustín - Ignacio Agüero - Chile 
El poder de la palabra - Francisco Hervé - Chile
El último guion - Javier Espada, Gaizka Urresti - España, México, Alemania
Estamos bien - Cristóbal Olivares / Sebastián Páez - Chile
Hermana Constitución - Soledad Domínguez - Bolivia
La historia que no contaron - Ayoze O´Shanahan - España
Machera el Robin Ju de Mérida - Charles Martínez - Venezuela
Pare, mire y escuche - José García - Argentina 
Riquelme - Samuel León González - Chile 
Swing con son - Rafael Marziano Tinoco - Venezuela 
Tambores de agua - Clarissa Duque - Venezuela 
Utopía y barbarié - Silvio Tendler – Brasil 

Competencia Iberoamericana de Cortometrajes de Ficción Escuelas de Cine y Comunicaciones
(En)Terrados - Álex Lora - España 
Antonia - Lena Miller - Chile
Cara o cruz - Jacobo Echeverría - España
D-Construir - Eduardo Bunster - Chile
El bluff - Juan Francisco Olea - Chile 
La casa invita - Misael Rubio, - México 
La espera - Pablo Tamez - México 
Maneki Neko - Germán Talavera - España 
Martina y la luna - Javier Loarte - España 
Ona - Pau Camarasa - España 
Pudor - Felipe Vara del Rey - España 
Territorio enemigo - Rodrigo Plaza - España 
Todo lo que sube - Miguel Ferrari - Venezuela 
Túneles en el río - Igor Galuk - Argentina 
Un día sagrado - Víctor Uribe - Chile 

Competencia Iberoamericana de Cortometraje Documental Escuelas de Cine y Comunicaciones
Apego para vivir - Javiera Cortés - Chile 
Como Marilyn sí hay dos - Olivia Portillo Rangel - México 
El hijo - Carlos Leiva Barahona - Chile 
Ernestos - Mauricio Durán - Cuba 
Fronteras invisibles - Georgina González - México 
La Chirola - Diego Mondaca - Cuba 
La realidad - Elizabeth Escobar - Bélgica 
La Yashica - Elizabeth Escobar - Chile 
Los fantasmas del Roxy - Juan Trejo - México 
Magallania - Rocío Miranda - Chile 
Por mí y por todos - Camila Reyes y Roberto Urzúa - Chile 
Ruf afkelay taiñ mogen re fun ñi troluf kaley ñi ad - Daniel Tapia, - Chile 
Susurros de luz - Alberto Resendiz Gómez - México 
Waiting for Women Esperando mujeres - Estephan Wagner - Reino Unido 

Competencia Cine en Progreso
El lugar encantado, de Juan Vicente Araya - Chile 
La espera, de Francisca Fuenzalida - Chile 
La mujer de Iván, de Francisca Silva Ibaceta - Chile 
La vida de los peces, de Matías Bize - Chile - Francia 
Metro cuadrado, de Nayra Ilic - Chile 
Población obrera, de Rodrigo Fernández Fernández - Chile 
Pre-Apocalipsis, de Rodrigo Goncalves - Chile 
Una parte de mi vida, de Óscar Cárdenas Navarro - Chile 
Ulises de Óscar Godoy 

Competencia de Mejor Música de Película Chilena
A un metro de ti, de Daniel Henríquez Música: Jorge Aliaga
Grado 3, de Roberto Artiagoitía. Música: Carlos Cabezas
La nana, de Sebastián Silva. Música: Pedro Subercaseaux
Navidad, de Sebastián Lelio. Música: Cristóbal Carvajal.
Solos, de Jorge Olguín. Música: Claudio Pérez.
Teresa, de Tatiana Gaviola. Música: Juan Cristóbal Meza

## Jurado 21.º FIC Viña 2009
3.1 Jurado Internacional de Largometrajes

3.1.1 Jurado Oficial 
	Antonella Estévez
	Liege Nardi
	María Elena Swett
	Roberto Cueto
	Luís Carlos Nascimento
3.1.2 Jurado Prensa Especializada 
	Jorge Letelier
	Leyla López
	Ricardo Henríquez Saa

3.2 Jurado Competencia Internacional de Documentales 
	Ariane Porto
	Marcelo Macellari Catalán
	Mauricio García

3.3 Jurado Competencia Iberoamericana de Cortometrajes de Ficción Escuelas de Cine y Comunicaciones
	Boris Goldenblank
	Luciano César Martínez
	Rodrigo Piaggio Marchant
	Rolando Jorge López Bantar
	Sergio Olhovich Greene

3.4 Jurado Competencia Iberoamericana de Cortometraje Documental Escuelas de Cine y Comunicaciones
	Andrés Brignardello Valdivia
	Armando Casas
	Daniel Omar Vega O.
	Juan Grillo Tadeo
	Lilian Blaser

3.5 Jurado Competencia Cine en Progreso
	Fabiola Velásquez
	Carlos Eduardo Tabares Rivero
	Emilio Lamarca Orrego
	Kiko Tenenbaum
	Rony Goldshmied

3.6 Jurado Competencia Mejor Música de Película, SCD 
	Hugo Pirovich
	Jorge Coulon Larrañaga
	Mario Rojas

## Muestras y Ciclos 21.º FIC Viña 2009
o	Mesa de Negocios
o	Reconocimiento a la Cinematografía de Brasil
o	Nuevas Miradas del Cine Chileno
o	Muestra Cine Argentino Contemporáneo
o	50 Años ICAIC
o	Cortometrajes Nacionales Pasado y Presente
o	Nuevas Miradas del Cortometraje Uruguayo
o	Muestra de Cine Infantil
o	Muestra de Documentales Chilenos
o	Muestra de Documentales Latinoamericanos
o	Muestra Especial largometrajes Fuera de Competencia
o	Palmarés 37.ª Festival Internacional de Cine de Huesca
o	Palmarés Festival Internacional de Cine Digital
o	Palmarés Festival Internacional de Cine de Estudiantes Secundarios de Valparaíso
o	Festival de Cine de Animación Animarte
o	Exposición Fotográfica a través de mis ojos

## Premiación 21.º FIC Viña 2009
Documental Internacional Escuelas de Cine
Premio FEISAL “Ernestos” de Mauricio Durán – CUBA
Premio ADOC - Recibe Galvano Casa Moneda “Susurros de luz” de Alberto Resendiz Gómez – MÉXICO
Premio PAOA “La Chirola” de Diego Moncada – CUBA 
Cortometraje Internacional de Escuelas de Cine
Premio FEISAL Escuela de Cinematografía y del Audiovisual de Madrid ECAM 
Premio Gold – PAOA “Túneles del Río” de Igor Galuk - ARGENTINA 
Premiación largometrajes
Premio de la SCD a la Mejor música de película “A un metro de ti” de Daniel Henríquez – CHILE
Mejor película de Cine en Progreso, PAOA a Cine en Progreso, Premio especial de TVN para Cine en Progreso “La vida de los peces” de Matias Bize – CHILE / FRANCIA 
Premio Especial de Cine en Progreso DIRAC “Población obrera” de Rodrigo Fernández – CHILE 
Mejor Documental Internacional PAOA “El poder de la palabra” de Francisco Hervé – CHILE 
Premio “Movicenter” al Mejor Largo Nacional – Recibe Galvano Casa Moneda “Huacho” de Alejandro Fernández Almendras – CHILE
Premio Jurado Joven Largometraje Internacional – Recibe Galvano Casa Moneda y Certificado Cineteca UVM “La Nana” de Sebastián Silva - CHILE 
Premio de la Prensa Especializada al Mejor Largometraje Internacional – Recibe Galvano Casa Moneda “La Nana” de Sebastián Silva – CHILE
Premio al Mejor actor protagónico Internacional – Recibe Galvano Casa Moneda Unax Ugalde por “La buena nueva” de Helena Taberna - ESPAÑA
Premio a la Actriz Protagónica Internacional – Recibe Galvano Casa Moneda 
Catalina Saavedra por “La nana” de Sebastián Silva – CHILE 
Premio a la Mejor Dirección de Competencia Internacional PAOA Sebastián Lelio por “Navidad” – CHILE
Premio especial del jurado Competencia Internacional – Recibe Galvano Casa Moneda “Macuro” de Hernán Jabes - VENEZUELA
Premio Votación del público a Mejor película Competencia Internacional – Recibe Galvano Casa Moneda “La nana” de Sebastián Silva – CHILE
Premio Gran PAOA a la Mejor Película Internacional “Huacho” de Alejandro Fernández Almendras - CHILE